# Уъркингтън
Уъркингтън (на английски: Workington) е пристанищен град в западната част на област Къмбрия - Северозападна Англия, разположен на бреговата линия с Ирландско море. Той е административен и стопански център на община Алърдейл. Населението на града към 2001 година е 21 514 жители.

## География
Уъркингтън е разположен на устието на река Деруент, в началото на залива „Solway Firth“ към Ирландско море, разделящ географски Англия от Шотландия. Градът се намира на 50 километра югозападно от главния град на областта - Карлайл и на 480 километра северозападно от Лондон.
На около 58 километра югозападно от пристанището на Уъркингтън, в Ирландско море се намира Остров Ман.